# Сьвідник-Малий
Сьвідник-Малий (пол. Świdnik Mały) — село в Польщі, у гміні Вулька Люблінського повіту Люблінського воєводства.
Населення — 183 особи (2011).

## Демографія
Демографічна структура станом на 31 березня 2011 року:
|          | Загалом | Допрацездатний вік | Працездатний вік | Постпрацездатний вік |
| -------- | ------- | ------------------ | ---------------- | -------------------- |
| Чоловіки | 90      | 19                 | 63               | 8                    |
| Жінки    | 93      | 20                 | 54               | 19                   |
| Разом    | 183     | 39                 | 117              | 27                   |